# ジム・コロシモ

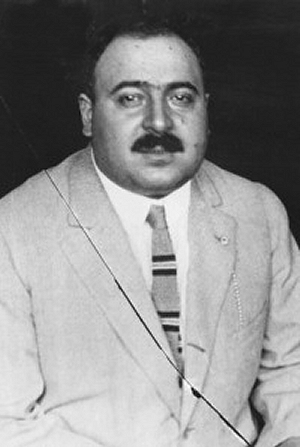
ジェームズ・"ビッグ・ジム"・コロシモ

ジェームズ・"ビッグ・ジム"・コロシモ（James "Big Jim" Colosimo, 1878年2月16日 - 1920年5月11日）はシカゴのギャングスター。シカゴ・アウトフィットの創設者。大柄で陽気で男前のコロシモは1910年代のシカゴでは人気者の名士だった。無類のダイヤモンド好きで10本の指にダイヤの指輪を光らせシャツのボタンもダイヤ、ベルトのバックルもダイヤで飾り、ポケットの中にもジャラジャラとダイヤを持ち歩いていた。そのため、"ダイアモンド・ジム"("Diamond Jim")とも呼ばれた。本名ジャコモ・コロシモ(Giacomo Colosimo)。

## 来歴
イタリアのカラブリア州コゼンツァ出身で、1895年にアメリカ合衆国へ移民した。少年時代は靴磨き、新聞売りなどをして生活費を稼いだ。シカゴのレヴィー地区のポン引きとして出発し、汚職まみれの市議会議員のマイクル・"ヒンキー・ディンク"・ケンナとジョン・"バスハウス"・カフリンの「集金人」 (恐喝の隠語) を買って出て2人の後ろ盾を得た。そのころ、道路清掃人としての堅気の仕事も兼ねていた。清掃人の組合を作り権力の基盤を築きはじめた。組合の票を見返りとして区長の地位を得た。20代の中頃には一時期ブラック･ハンド（マーノ・ネーラ）に身をおき強請などに手を染めた時期もあったという。
1902年にヴィクトリア・モレスコというコロシモより6歳年上で太り気味の女性と結婚した。女としての魅力より彼女の財産目的の結婚と思われる。モレスコは大型の売春宿を経営していた。
彼の根城はコロシモズ・カフェで、シカゴで最も人気のあるナイト・スポットだった。ギャングスターたちが各界の名士や芸能人と一緒になっていた。コロシモは大のオペラ好きで友人のエンリコ・カルーソーが定期的に訪れていた。このクラブのほかにも売春宿(アル・カポネはシカゴに来た頃コロシモの売春宿で売春業の基礎を学んだ)を何件か経営していた。新聞の推定では毎月5万ドル以上は儲けていた。この収入から自分と父親に召使を置く豪邸を建てた。
ビジネスが大きくなると事業を管理できる有能な男を探した。シカゴで何十人もの候補者を蹴った後でブルックリンのジョニー・トーリオの噂を聞き、やがてトーリオに仕事を提供した。
売春宿経営者として成功したコロシモの元にブラック・ハンドから脅迫状が届くようになった。最初のうちは脅迫状が届くと素直に金を払いその場をしのいだが、姿の見えない敵に困ったコロシモはこの問題をトーリオに任せた。トーリオは強請りをしようとしていた男を突き止め殺害してブラック・ハンドを追い払ったという。
やがて禁酒法が始まり、トーリオやカポネがやろうとした酒の密売の投資を断る。理由は売春や賭博でうまくいっていたので政府とはもめたくなかったため。コロシモは古いタイプのギャングスターで典型的な親分肌。そのため、1920年代に暗黒街をのし上がっていこうとする若者たちには煙たい存在になっていた。
この頃、コロシモはデール・ウィンターという若い女に一目惚れした。彼女は女優や歌手になろうとしてシカゴへやってきたが、仕事にありつけなかった彼女はコロシモのカフェで歌わせてもらっているうちにコロシモの目に留まった。コロシモがウィンターと深い不倫関係に入り彼女を音楽学院に入学させところモレスコと別居を始めた。1920年5月に商売上のパートナーでもあったヴィクトリア・モレスコと離婚し、3週間足らずでコロシモはデール・ウィンターと結婚した。ヴィクトリアは離婚の時に5万ドルをもらい、2週間後に20歳年下のアントニオ・ヴィラーノと結婚した。
1920年5月11日、コロシモは自分の経営するカフェの事務所でフランキー・イェールに暗殺された。トーリオとカポネは酒の密売がしたいため、イェールに殺害を依頼した。42歳。コロシモ殺害のニュースはシカゴ全市を驚かせた。コロシモが暗殺された時、多くの者が犯人と疑われた。実際に前妻のヴィクトリアの弟のルイスとホセは警察に留置され取調べを受けたが後に釈放。トーリオとカポネも事情聴取を受けた。他に金銭トラブルがあったブラック・ハンドの復讐やコロシモの賭博場で大金をすったギャンブラーの犯行などの噂がたった。
彼の葬儀は当時ギャングとしては異例の盛大さだった。その後、ギャングの葬儀は盛大さを競う風潮が始まった。
遺産相続のとき7万5千ドルの遺産はヴィクトリア・モレスコやデール・ウィンターではなく父親の手に渡った。